# Clewer, Africa de Sud
Clewer este un oraș din provincia Mpumalanga, Africa de Sud.